# Centrale idroelettrica di Capodacqua
La centrale di Capodacqua è situata nel comune di Arquata del Tronto, in provincia di Ascoli Piceno.

## Caratteristiche
La centrale fa parte del sistema di centrali costruite lungo la valle del Tronto.
Si tratta di una centrale ad acqua fluente ed è equipaggiata con un unico gruppo turbina/alternatore Banki ad asse orizzontale.
La centrale fu costruita nel 1906 e alimentava le frazioni di Tufo e Capodacqua e poi danneggiata durante il secondo conflitto bellico mondiale fu ricostruita nel 1947.
L'impianto è tornato in servizio a seguito della Sequenza sismica del Centro Italia del 2016-2017 che lo aveva parzialmente distrutto. I lavori di ripristino sono stati eseguiti nel 2022 e nel 2023.
Il primo parallelo della nuova centrale è stato effettuato il 31 gennaio 2023 .
La nuova centrale è stata realizzata mediante materiali innovativi e antisismici. Per l'edificio è stato utilizzato il legno e la lolla di riso come isolante, mentre il pavimento è stato realizzato mediante piastrelle realizzate con le macerie del sisma. La centrale è stata dotata di illuminazione artistica ed è uno dei primi edifici civili ricostruiti dopo il sisma.